# Kosovo-massakrerna
Kosovo-massakrerna betecknar de massakrer som begicks av den kosovoalbanska gerillan och den serbiska militären gentemot i huvudsak varandras civilbefolkningar, även om även förföljelser mot andra befolkningsgrupper ägde rum, under Kosovokriget 1999. Merparten av offren var civila albaner som mördades av serbiska styrkor.

## Lista över massakrer
- Klečkamassakern
- Suva Reka-massakern
- Račak-incidenten
- Massakern i Podujevo
- Massakern vid Krusha e Madhe
- Izbica-massakern
- Gornje Obrinje-massakern
- Massakern i Cuska